# 久松晴治
久松 晴治（ひさまつ はるじ）は、日本の軍人。最終階級は憲兵大尉。1941年に第2野戦憲兵隊の分隊長としてマレー作戦に参加、1942年2月、シンガポール占領後のシンガポール華僑粛清事件で市内の粛清を指揮したことで知られる。同年、スマトラ作戦に従軍し、メダン分隊長、コタラジャ分隊長を歴任。1947年4月、シンガポール華僑粛清事件の戦犯裁判で終身刑判決を受ける。

## 経歴
- 山形県出身[2]
- 淮54期
- 1937年 歩兵少尉
- 1940年 憲兵中尉、東京憲兵隊付
- 1941年 第2野戦憲兵隊付、マレー作戦参加
- 1942年 スマトラ作戦参加、メダン分隊長
- 1943年 コタラジャ分隊長
- 1944年 第25軍憲兵隊本部付
- 1947年4月2日、イギリス軍シンガポール裁判で、シンガポール華僑粛清事件により終身刑判決を受ける[3]。